# Karl Bach (Fechter)
Karl Helmut Bach (* 21. Oktober 1920 in Neunkirchen; † 1. Oktober 1993 in Homburg) war ein deutscher Fechter, der für das Saarland antrat.

## Karriere
Karl Bach nahm für das Saarland an den Olympischen Spielen 1952 in Helsinki teil. Er trat sowohl mit dem Florett als auch mit dem Säbel jeweils in der Einzel- und der Mannschaftskonkurrenz an, kam aber in keinem Wettbewerb über die erste Runde hinaus. Zwischen 1953 und 1955 nahm er mehrfach an Weltmeisterschaften teil.
Bach focht seit 1936 für den MTV Neunkirchen, wo er von 1948 bis 1965 als Vereinstrainer und von 1965 bis 1975 als Fechtlehrer tätig war. Bei Saarlandmeisterschaften gewann er zweimal Bronze sowie dreimal Silber. Seine Frau Ilse Bach war auf nationaler Ebene ebenfalls Fechterin.